# Svenska institutet i Athen

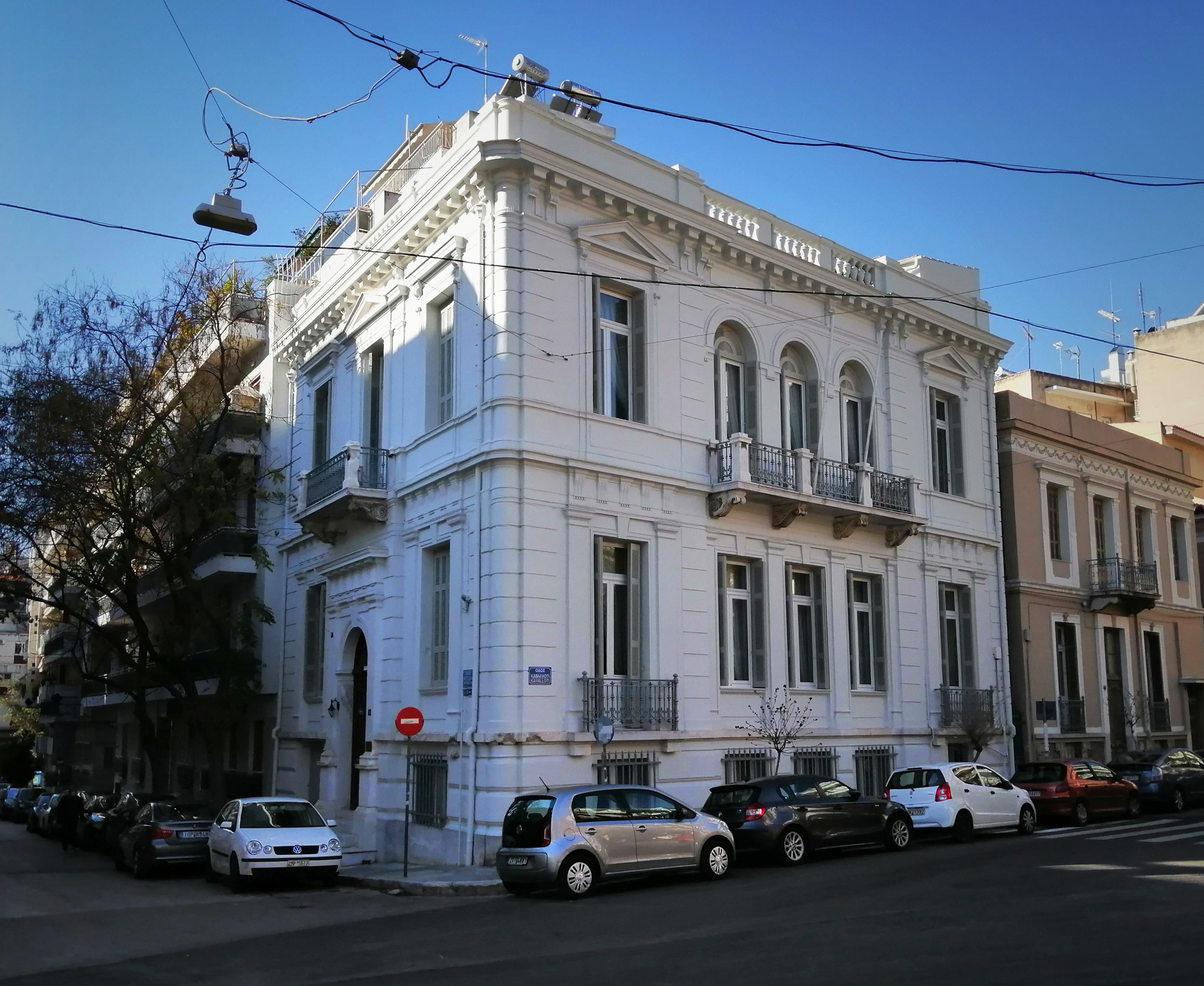
Svenska Institutet i Athen

Svenska institutet i Athen (engelska: Swedish Institute at Athens, grekiska: Σουηδικό Ινστιτούτο Αθηνών), instiftat år 1946, är ett av de 19 utländska instituten som är verksamma i Aten. Tillsammans med Svenska institutet i Rom och Svenska forskningsinstitutet i Istanbul utgör det ett av de tre svenska forskningsinstituten i Medelhavsområdet.
Institutet i sig drivs av en stiftelse, vilken i sin tur består av en av Sveriges regering utsedd ordförande, en vice ordförande, sekreterare och skattmästare tillika representanter för universitetsämnena antikens kultur och samhällsliv, konsthistoria och antik grekiska. Sedan 2017 är Jenny Wallensten direktör för institutet och Ruth Jacoby ordförande i stiftelsens styrelse.
Verksamheten finansieras huvudsakligen genom bidrag från det svenska statsdepartementet medan resterande medel härrör från privata forskningsfinansierande stiftelser. I samarbete med det danska, norska och finska institutet driver man sedan 1995 även det Nordiska biblioteket i Athen. Därtill ansvarar institutet även för Gästhemmet i Kavalla, som erbjuder tillfälliga bostäder till svenska konstnärer, författare och forskare.

## Allmän information
Institutet har enligt sina stadgar tre huvudsakliga uppgifter, nämligen att befrämja utforskandet av antikens Grekland, att förmedla kunskap om det antika Greklands kultur samt att stimulera och understödja kulturutbyte mellan Sverige och Grekland. Genom sitt säte i Athen har dessa uppdrag främst kommit att utföras på plats och omfattar huvudsakligen forskning kring och utbildning i det antika, såväl som det senare, Greklands arkeologi, historia och samhälle. Sedan 1974 ligger institutet vid hörnet av Mitseon- och Kavallotigatorna, nära det nya Akropolismuseet, i närheten av Akropolis såväl som ett antal andra viktiga antika lämningar. 
Sedan 1975 är institutet, genom beslut av det grekiska kulturministeriet, en s.k. utländsk arkeologisk skola i Grekland och har därför rätt att i egen regi organisera arkeologiska fältarbeten inom landet. Denna status regleras av den grekiska fornminneslagen, enligt vilken institutet har i uppgift att administrera allt arkeologiskt arbete utfört av svenska forskare i landet, att presentera det gångna årets resultat vid ett offentligt årsmöte, att publicera resultaten i en egen skriftserie (Opuscula. Annual of the Swedish Institutes at Athens and Rome), samt att tillhandahålla ett forskningsbibliotek öppet för såväl svenska som utländska forskare och studenter. Forskningsbiblioteket, det Nordiska biblioteket i Athen, drivs tillsammans med det danska, norska och finska institutet och tillhandahåller idag omkring 50 000 volymer inom främst klassisk arkeologi och antik historia.  
Utöver detta organiserar institutet varje år en  arkeologisk kurs och kurser på grundnivå och avancerad nivå. Likaså tillhandahåller man för studenter och forskare vid svenska universitet ett antal större och mindre stipendier för forskningsvistelser i landet. Institutet organiserar även en rad andra aktiviteter kopplade till konst och kultur, bland annat omfattande poesieläsningar och språkutbyten, särskilt mellan svenska och nygrekiska. Institutet är också värd för och deltar i föreläsningar och seminarier som behandlar olika samhällsfrågor.  
2014 hotades de svenska Medelhavsinstituten av nedläggning i och med den svenska regeringens budgetproposition för år 2015, vari den svenska utbildningsministern Helene Hellmark Knutsson föreslog en minskning av bidragen till de tre Medelhavsinstituten, bland annat Svenska institutet i Athen, med en halvering 2016 och upphörande 2017. Efter massiva protester drogs förslaget tillbaka.

## Institutets historia
Redan under 1920- och 1930-talet fanns diskussioner om att grunda ett svenskt arkeologiskt forskningsinstitut i Grekland. Emellertid valde man istället att instifta ett institut i Rom år 1925/1926, bland annat till följd av latinets viktigare ställning inom dåtidens utbildningsväsende. Det skulle dröja tjugo år innan idén om ett motsvarande institut i Grekland förverkligades. 
Sveriges kronprins Gustaf Adolf (sedermera kung Gustaf VI Adolf) engagerade sig tidigt i projektet. En annan drivande kraft i Atheninstitutets tillkomst efter andra världskriget var Einar Gjerstad, professor i klassisk arkeologi och antikens historia vid Lunds universitet. På initiativ av affärsmannen Herbert Jacobsson och dennes grekiske kollega Eugenios Eugenides kontaktades även Axel Boethius, dåvarande professor i klassisk arkeologi och antikens historia vid Göteborgs högskola samt tidigare föreståndare för Svenska institutet i Rom, med syfte att se över möjligheten att grunda ett forskningsinstitut i Grekland.
År 1946 grundades Atheninstitutet i Stockholm. 1947 sändes arkeologen Erik J. Holmberg till Athen för att förbereda grundandet av ett forskningsinstitut, bland annat genom att knyta kontakt med grekiska forskare. I maj 1948 invigdes slutligen institutet på plats i Athen. Härigenom blev det Svenska institutet i Athen det sjunde utländska arkeologiska institut som etablerats i Grekland, och det första sedan 1909. 1975 erhöll det officiellt status som en s.k. arkeologisk skola av den grekiska regeringen.

## Arkeologiska fältarbeten
Institutet har ända sedan 1950-talet deltagit i och lett ett stort antal arkeologiska fältprojekt i Grekland. För närvarande pågår utgrävningsarbeten i Poseidonhelgedomen i Kalaureia (Poros), kring den antika staden Hermione i Argolis, Vlochos i Thessalien samt Pergamos i Makedonien. Tidigare har institutet även lett utgrävningar i Afidna (Attika), Asine (Argolis), Agios Elias (Arkadien), Berbati (Argolis), Chania Kastelli (Kreta), Dendra (Argolis), Kalaureia (Poros), Malthi (Messenien), Midea (Argolis), Paradeisos (Västtrakien), samt genomfört arkeologiska översiktsstudier i Asea (Arkadien) och Makrakomi (Fthiotis). 

### Pågående

#### Poseidonhelgedomen i Kalaureia (1894 och 1997 – pågående)
Huvudartikel: Kalaureia (arkeologiska utgrävningar vid Poseidon-helgedomen)
Utgrävningarna vid Poseidonhelgedomen i Kalaureia var det första svenska arkeologiska fältarbetet i Grekland och genomfördes 1894 under ledning av Sam Wide och Lennart Kjellberg. Wide tog initiativet till expeditionen och lät insamla medel för dess genomförande. Kalaureia var ett av flera alternativ som den tyske arkeologen Wilhelm Dörpfeld hade förslagit som potentiella utgrävningsplatser. Dörpfeld kom senare under utgrävningsarbetet att agera som rådgivare i praktiska frågor. Wide och Kjellberg besökte först platsen i dennes sällskap i april 1894, då de deltog i en av hans årliga utflykter. Under denna resa fattade Wide beslutet att utgräva Poseidonhelgedomen, av vilken endast ett fåtal rester då var synliga ovan jord.
Utgrävningen som följde påbörjades den 11 juni 1894 och varade fram till och med 13 augusti. Särskilt vinnlade man sig om att frilägga helgedomens arkitektur och under utgrävningsarbetet hittade man bland annat bronsstatyetter och svärd. Utgrävningens resultat publicerades 1895. Inget ytterligare arkeologiskt arbete ägde rum vid helgedomen förrän 1997. Sedan dess har två vetenskapliga projekt ägnats åt att utforska platsen, nämligen Kalaureia Excavation Project (2003–2005), under ledning av Berit Wells, samt The Sea, the City and the God (2007–2012), under ledning av Berit Wells och sedermera Arto Penttinen efter Wells bortgång. Sedan 2012 har man årligen utfört ett begränsat fältarbete på platsen, med syfte att studera förhållandet mellan Poseidons helgedom och den antika staden Kalaureia.

#### Hermione, Argolis (2015 – pågående)
Huvudartikel: Hermione
Forskningsprojektet A Greek cityscape and its people: A study of Ancient Hermion/Hermione inleddes 2015 som ett samarbete mellan Argolis länsantikvariska myndighet (eforia) och Svenska institutet i Athen. Direktörer för projektet är Alcestis Papadimitriou från den grekiska sidan samt Jenny Wallensten från den svenska. Fältprojektets syfte är att kartlägga det samhälleliga livet i en grekisk stadsstat från arkaisk till och med romersk tid, varför man under arbetets gång studerat bebyggelsen, familjelivet, samhällsstrukturer och religiös praxis, inklusive begravningsseder, på platsen. I synnerhet har man bemödat sig om att utveckla och pröva ett antal digitala metoder för att undersöka den antika stadens omfattning och upplägg, utan att behöva genomföra omfattande och tidskrävande utgrävningar.

#### Vlochos, Thessalien (2015 – pågående)
Huvudartikel: Vlochos (arkeologisk lokal)
Det pågående arkeologiska fältarbetet i Vlochos i Thessalien, betitlat The Vlochos Archaeological Project, utgör ett samarbete mellan det Svenska institutet i Athen och Karditsas länsantikvariska myndighet. Helene Whittaker (Göteborgs universitet) är ansvarig för den svenska delen av samarbetet, Dr Maria Vaïopoulou, professor och eforatets chef, för den grekiska. Syftet med arbetet har varit att undersöka kullen Strongilvouni och dess omgivning, där man hittat rester av befästningsverk från arkaisk till och med hellenistisk tid. Under 2016 spriddes nyheter om platsen i media. Även om resultaten från den geofysiska undersökningen har varit imponerande, var den medial presentationen härav missvisande. 

#### Pergamos, Makedonien (2024 - pågående)
Huvudartikel: Pergamos (Grekland)
Efter preliminära undersökningar 2021 respektive 2023 inledde det Svenska institutet ett fältprojekt i samarbete med Kavallas länsantikvariska myndighet vid namn The Ancient Pergamos Project. Patrik Klingborg och Georgia Galani ansvarar från den svenska sidan och Stavroula Dadaki från den grekiska. Syftet med projektet är att fastställa platsens kronologi och att bättre förstå dess roll i sin omgivning. Genom detta ämnar projektet även att tillgängliggöra ny kunskap om platsens historia både för en akademisk och en allmän publik. Projektet publicerade sin första artikel i november 2024 med ingående detalj om områdets historia såväl som tolkningar angående dess kronologi. Med undantag för fältinventeringar har ingen tidigare arkeologisk undersökning av platsen genomförts.

### Tidigare

#### Aphidna, Attika (1894)
Huvudartikel: Aphidna
Under klassisk tid var Aphidna en av Attikas demer, belägen i nordöstra Attika, och försvarade bland annat landskapets norra gräns. Sam Wide beslutade sig efter utgrävningarna i Kalaureia att fortsätta sitt arbete i fält och valde att påbörja en ny undersökning i just Aphidna. Väl på plats fann han mykenska krukskärvor, tre gravar samt en gravhög; den senare grävde han därefter ut, sedan tillstånd erhållits från de grekiska myndigheterna. Fynden, vilka härrörde från bronsåldern, omfattade bland annat kärl i silver och brons samt ett antal sländtrissor. 

#### Asine, Argolis (1922, 1924, 1926, 1930, 1970–1974, 1976–1978, 1985, 1989–1990)
Huvudartikel: Asine

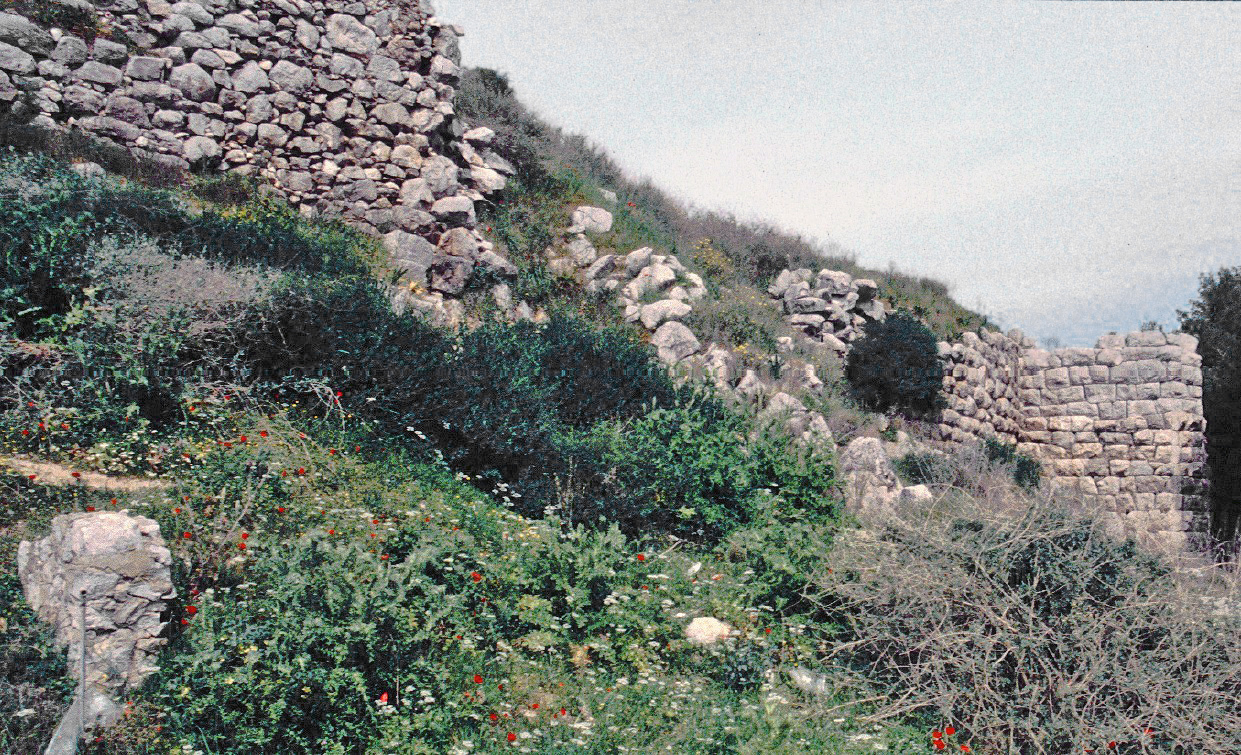
Hellenistiska och senare murar i Asine, en svensk utgrävningsplats sedan 1920-talet

Asine är beläget ca 10 kilometer sydväst från den moderna staden Nafplion och dess akropol är belägen på en utskjutande udde i den Argoliska viken. Arkeologiska studier visar på att platsen bebotts mer eller mindre kontinuerligt från och med den neolitiska perioden. Omkring 700 f.Kr. förstördes staden av Argos, men befolkades på nytt omkring 300 f.Kr. Svenska arkeologer har arbetat på platsen i flera omgångar från och med 1920-talet. Den första utgrävningen organiserades 1922 på initiativ av kronprins Gustaf Adolf. Vid utgrävningarna under detta decennium, vilka koncentrerades kring akropolen, fann man bland annat taktegel och stora mängder keramik. På 1970-talet återupptogs utgrävningsarbetet i Svenska institutets regi, under ledning av dess direktör Carl-Gustaf Styrenius. De sista svenska utgrävningarna utfördes 1989–1990 under ledning av institutets direktör Berit Wells.

#### Dendra, Argolis (1926–1927, 1937, 1962–1963)
Huvudartikel: Dendra
De första svenska utgrävningarna i Dendra i Argolis utfördes åren 1926–1927 under ledning Axel W. Persson, som 1926 hade undersökt en mykensk tholosgrav på platsen. I samband med detta kunde Persson även identifiera ett antal kammargravar från samma tid. Utgrävningen fortsatte under två fältkampanjer under 1937 och 1939 och efter det andra världskriget återupptogs arbetet av Paul Åström, i samarbete med de lokala myndigheterna. Projektet organiserades följaktligen som ett grekiskt-svenskt samarbete. Vid utgrävningarna 1960 gjorde man ett spektakulärt fynd, nämligen den så kallade Dendraharnesket, vilket  nu är utställt på Nafplionmuseet, i en kammargrav från omkring slutet av 1400-talet f.Kr. 

#### Malthi, Messenien (1927–1929, 1933–1934, 1952, 2015–2017)
Huvudartikel: Malthi
På Malthi, en av bergskedjan Ramovounis utlöpare i Messenien, låg under bronsåldern en befäst bosättning som ända sedan 1920-talet studerats av svenska arkeologer. Det svenska arbetet på platsen påbörjades år 1926 då Natan Valmin färdades genom området och visades två tholosgravar, vilka han senare samma år lät utgräva. Valmin fortsatte även sitt arbete 1933–1934. Här fann han, under ett tunt lager jord, flera på varandra följande strata härrörande från en mindre bosättning. Idag har emellertid resultaten av Valmins undersökningar omvärderats. Därför återupptogs utgrävningarna på platsen mellan 2015 och 2017 av Michael Lindblom och Rebecca Worsham med syftet att rätta vissa felaktigheter i dateringen av de arkeologiska strata som identifierats under Valmins tidigare arbete, men omfattade även ett antal mindre nya utgrävningar med syfte att klargöra platsens stratigrafi och topografi. 

#### Berbatidalen, Argolis (1935–1938, 1953, 1959, 1988–1990, 1994–1995, 1997, 1999)
Huvudartikel: Berbatidalen
Svenska arkeologer har utfört fältarbete i Berbatidalen i Argolis sedan 1930-talet. De senare undersökningarna har även kommit att omfatta dalarna Limnes och Miyio, vilka är belägna till öster om Berbati. Själva utgrävningarna i området påbörjades 1934, då Axel W. Persson tillsammans med Gösta Säflund och Erik J. Holmberg reste igenom dalen på jakt efter möjliga utgrävningsplatser. Mastoskullen, belägen i Berbatidalens sydvästra del, föreföll dem mest lovande. Under följande år grävde de bland annat ut en tholosgrav och arbetet fortsatte till och med 1938. Till följd av världskriget kunde inte utgrävningarna återupptas förrän på 1950-talet, då Åke Åkerström arbetade på platsen under åren 1953 och 1959. Senare, mellan åren 1988–1990, fortsatte Berit Wells arbetet på platsen och ledde från och med 1994 projektet The Berbati Valley Project, med syftet att undersöka jordbruksekonomin i området. Detta arbete avslutades 1999 med en omfattande fältinventering.

#### Aseadalen, Arkadien (1936–1938, 1994–1996, 1997, 2000)
Huvudartikel: Asea, Arkadien
I Aseadalen, belägen mellan det antika Tegea och Megalopolis i centrala Peloponnesos, låg under antiken den mellan 500- och 300-talet f.Kr. självständiga stadsstaten Asea. Dess läge var gynnsamt, då dalen utgjorde den huvudsakliga genomfarten mellan Argolis och Korinth i öst samt Olympia i väst. Stadens akropol, belägen på kullen Paleokastro, grävdes ut 1936–1938 av Erik J. Holmberg. Vid utgrävningarna hittade man lämningar från så tidigt som den neolitiska perioden såväl som från bronsåldern och från hellenistisk tid. Omkring 50 år senare återupptogs arbetet inom ramarna för projektet The Asea Valley Survey, vilket under ledning av Jeanette Forsén varade mellan åren 1994–1996. Mellan 2001 och 2012 genomförde man även geofysiska undersökningar runtom Paleokastrokullen.

#### Midea, Argolis (1939, 1963, 1983)
Huvudartikel: Midea
På kullen Midea, belägen i Argolis omkring halvvägs mellan Tiryns och Mykene, var en akropol med omfattande befästningsverk belägen under bronsåldern, något som inte minst uppmärksammades av tidiga västeuropeiska resenärer såsom Leake, Gell och Curtius. Platsen är därtill omnämnd av såväl Strabon (8.6.11) som av Pausanias (2.25.9). Även om tidiga undersökningar genomfördes i tysk regi år 1907, frilade man först byggnader då Axel W. Persson 1939 börjat arbeta på platsen. Under dennes regi undersökte man murarnas omfattning och öppnade ett flertal testschackt. Tillsammans med Nikolaos Verdelis återupptog Paul Åström arbetet på platsen 1963 och genomförde en ny, men mindre, utgrävning invid citadellets östra port. Mer systematiska och heltäckande utgrävningar påbörjades först år 1983 genom ett grekiskt-svenskt samarbete under ledning av eforen Katie Demakopoulou och Paul Åström. Projektet fortsatte därefter och leddes från och med år 2000 av Ann-Louise Schallin. Under arbetets gång har man kunnat sluta sig till att befästningen i Midea byggdes någon gång under andra halvan av 1200-talet f.Kr., men att den kort därefter förstördes i en brand.  

#### Kastellikullen, Chania (1969–2014)
Huvudartikel: Kastellikullen, Chania
Kastellikullen är belägen i staden Chania på västra Kreta och här har man kunnat belägga en kontinuerlig mänsklig bosättning från neolitisk tid till och med idag, med endast ett kortare avbrott i slutet av den sena bronsåldern. Sedan Yannis Tzedakis (tidigare generaldirektör för de arkeologiska myndigheterna på Greklands kulturministerium) inlett systematiska utgrävningar på platsen under åren 1964–1969, vände man sig i jakt på eventuella samarbetspartners till Carl-Gustav Styrenius, dåvarande direktör för Svenska institutet i Athen. Detta grekiskt-svenska samarbetsprojekt tog sin början år 1969 och omfattade under 1970-talet även betydande bidrag från danska arkeologer. Nya svenska utgrävningar genomfördes åren 1989–1990 och 2010 anslöt sig det Danska institutet i Athen som fullvärdig deltagare i arbetet, ett samarbete som fortsatte fram till och med slutet av det aktiva fältarbetet år 2014. Under utgrävningarnas gång fann man omfattande husrester och stora mängder keramik. Ibland de mer spektakulära fynden finns två linear A-tavlor samt ett antal sigillstämplar. 

#### Paradeisos, Thrakien (1976)
Huvudartikel: Paradeisos
I jakt på potentiella utgrävningsplatser färdades Erik J. Holmberg och Pontus Hellström 1975 genom Paradeisos, beläget i den moderna regionen Östra Makedonien och Thrakien i norra Grekland. Till följd av fynd från och med den senneolitiska perioden till och med bronsåldern, vilka tidigare rapporterats av R. Felsch, beslutade man sig för att året därpå genomföra en utgrävning på platsen. Fyra mindre schackt öppnades och man fann omkring 400 kilo keramikrester, men även ett antal figuriner från senneolitikum. Fynden från platsen bevaras i dagsläget på det arkeologiska museet i Kavalla. 

#### Makrakomi, Fthiotis (2010–2015)
Huvudartikel: Makrakomi

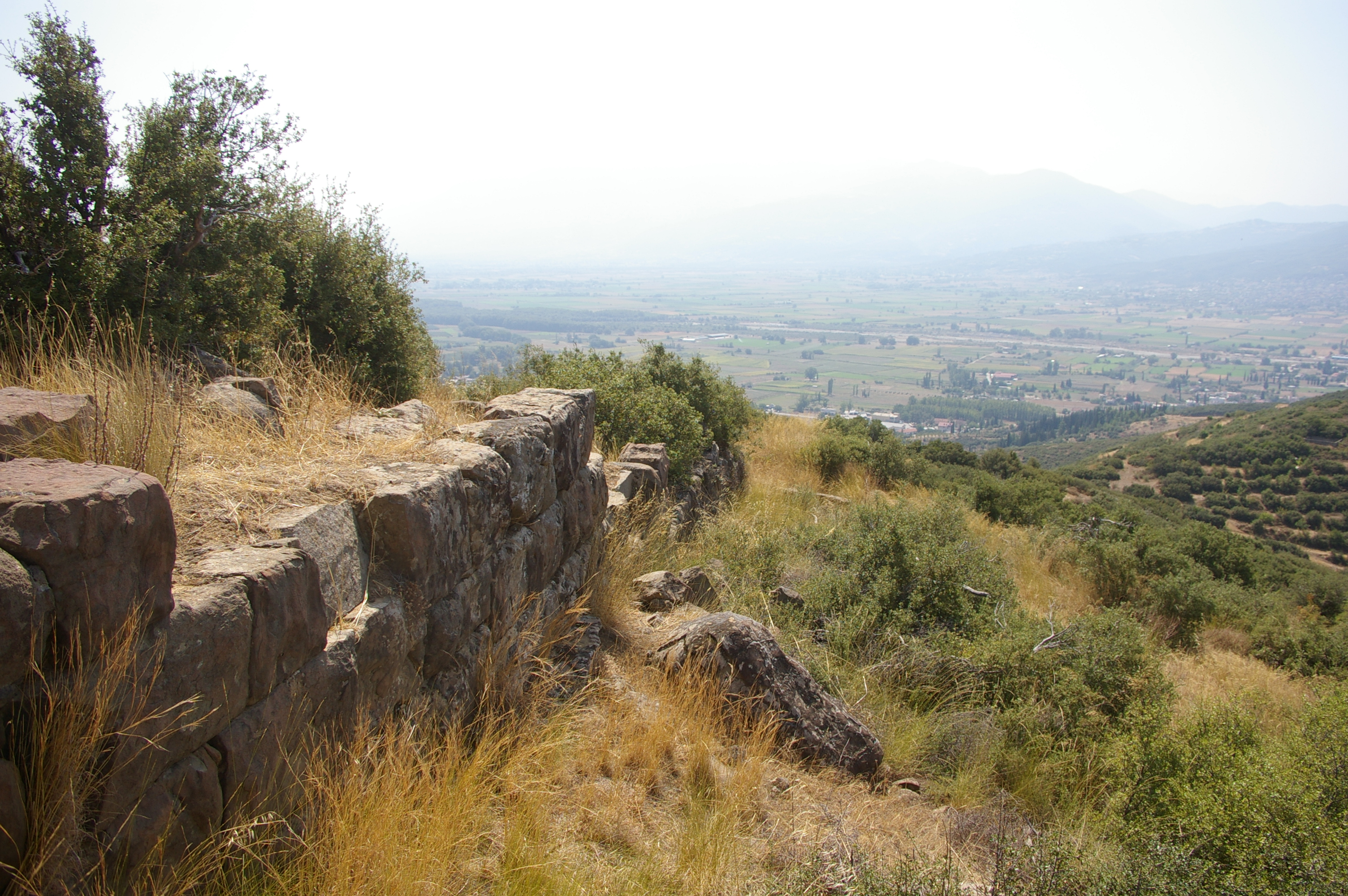
Makrakomi, Fthiotis, undersökt av Svenska institutet i Aten sedan 2010.

Inom ramarna för projektet Makrakomi Archaeological Landscapes Project (MALP) genomfördes ett omfattande fältarbete runtom byn Makrakomi i Spercheiosdalen, belägen i den västra delen av Fthiotis. Dalen, som utgjorde en naturlig färdväg mellan norra och södra Grekland hade stor betydelse under senklassisk och hellenistisk tid. Projektet, som syftade till att studera dalens antika historia, organiserades av den arkeologiska eforatet i Fthiotis, under ledning av Maria-Foteini Papakonstantinou i samarbete med arkeologen Anton Bonnier. Under arbetets gång genomfördes fältinventeringar, geofysiska undersökningar, mindre utgrävningar samt geomorfologiska studier. Mellan 2011 och 2012 fullföljdes en arkeologisk och arkitektonisk inventering av bosättningarna i Asteria. Arbetet avslutades 2015 med en sammanfattande fältinventering. Resterna av mänsklig aktivitet i dalen härrör alltifrån neolitisk tid till och med den senklassiska perioden, under vilken bosättningarna blir mer långvariga, för att slutligen tyna bort under romersk tid.

## Publikationer
Resultaten från de forskningsprojekt och konferenser som institutet anordnar publiceras i serien Skrifter utgivna av Svenska institutet i Athen. I serien publiceras även resultaten från annan fristående forskning inom klassisk arkeologi, antikens historia, konst, arkitektur och filologi. I samarbete med Svenska institutet i Rom ger man årligen ut tidskriften Opuscula. Häri publiceras främst resultaten från svenska arkeologiska arbeten i Medelhavsområdet, men även artiklar om övriga aspekter av de forntida medelhavskulturerna, däribland filologi. Varje bidrag genomgår s.k. peer-review och accepterade artiklar blir öppet tillgängliga sex månader efter publicering.  

## Kulturell verksamhet
En av institutets huvuduppgifter är även att främja och stimulera kulturutbytet mellan Sverige och Grekland. Därför organiserar man årligen en rad kulturaktiviteter, såsom bokpresentationer, konst- och fotoutställningar, konserter och filmvisningar. Tidigare arbetade man främst med att presentera Sveriges kultur på plats i Grekland, men har under de senare åren även kommit att arbeta med att introducera grekisk kultur hemma i Sverige. Exempelvis organiserar man sedan 2019 varje år de Grekiska filmdagarna, en filmfestival ägnad åt nyare grekisk film. 
Därtill har man även ett samarbete med Konstfack i Stockholm och Atens Konsthögskola, med syftet att främja arbete i siden, och organiserar därför studieseminarier i den sidenproduerande staden Soufli i norra Grekland. Man arbetar även med Fridhems Folkhögskola och det Joniska Universitetets jazzutbildning för att föra samman grekiska och svenska jazzmusiker inom ramarna för projekten The Kavalla Jazz Sessions och Corfu Masterclasses. 

## Kavallahuset
Svenska institutet i Athen äger och driver även ett gästhem i staden Kavalla, belägen i norra Grekland. Huset byggdes ursprungligen som bostad för de anställda vid Svenska tobaksmonopolet, emedan staden var ett viktigt centrum för tobaksproduktion i början av 1900-talet. Fastigheten inköptes år 1934 och huset, ritat av den grekiske arkitekten Panagiotis Manouilidis, uppfördes 1936 och utgör ett sällsynt välbevarat exempel på arkitektur i Bauhausstil i Grekland från denna tid. Resultaten var en luftig byggnad med slät och ljus fasad, platt tak och en praktisk inomhusdesign.
Efter andra världskriget hade Kavalla börjat förlora sin ställning som centrum för tobaksproduktion till andra orter, såsom exempelvis Thessaloniki. Den nye direktören för det svenska tobaksmonopolet Olof Söderström, som hade ett stort intresse för kultur, beslutade därför 1963 att göra huset i Kavalla till ett gästhus för svenska konstnärer och forskare. År 1973 började tobaksmonopolet undersöka möjligheten att sälja huset. Det var i detta skede man fick idén att istället donera huset till Svenska institutet i Athen. Även om processen blev utdragen, kunde de sista avtalshandlingarna slutligen undertecknas den sjätte juni 1976 på svenska ambassaden, inte minst genom ihärdiga insatser från flera personer, bland de Sveriges dåvarande ambassadör Agda Rössel och Svenska institutets direktör Pontus Hellström. Än idag är svenska författare, konstnärer och forskare välkomna att vistas i gästhemmets stimulerande och inspirerande miljö. 

## Direktörer
- Erik Holmberg 1947–1948
- Åke Åkerström 1948–1956
- Arne Furumark 1956–1957
- Paul Åström 1958–1963
- Carl-Gustaf Styrenius 1963–1971
- Åke Åkerström 1971–1972
- Pontus Hellström 1972–1976
- Robin Hägg 1976–1994
- Berit Wells 1994–2003
- Ann-Louise Schallin 2004–2010
- Arto Penttinen 2010–2016
- Jenny Wallensten 2017–